# Abagrotis hermina
Abagrotis hermina là một loài bướm đêm thuộc họ Noctuidae. Loài này có ở Canada (Manitoba, Saskatchewan, Alberta và British Columbia) và Hoa Kỳ, bao gồm Utah và California.
Sải cánh dài khoảng 31 mm.